# Tišine
Tišine je roman bosanskohercegovačkog književnika Meše Selimovića, objavljen 1961. godine; opisuje začuđenost melanholika i tragača za istinom.  Iako djelo nije privuklo medijsku pozornost kao Derviš i smrt i Tvrđava, i često je bilo kritizirano, ono svakako zauzima značajno mjesto u stvaralaštvu Selimovića.

## O djelu
Godine 1961., Meša Selimović izdaje svoj prvi roman Tišine, za koji je književna kritika istakla da predstavlja zaokret u bosanskohercegovačkoj prozi prema modernijem izrazu i naglašenijem psihološkom nijansiranju likova. Skladne kompozicije meditativnih detalja, kao malih sugestivnih cjelina znalački ukomponovanih s dijaloškim partijama, ovaj roman proširuje metaforu tišine sve do granica tragike ljudske egzistencije.
Riječ je o drami ratnog povratnika, borca, koji spoznaje ljudsku sudbinu u neminovnom padu vrijednosti života, jer rat je zlo koje uništava životne ideale likova Selimovićeva romana. Selimović je upotrijebio motiv premošćivanja granice iz jednog života u drugi, iz rata u mir, iz okupacije u slobodu, jer je glavni lik, pripovjedač-protagonista ovoga romana povratnik iz rata. U Tišinama je već razrađen motiv suočenja sa svijetom, koji će Selimović iskoristiti i za književno oblikovanje romana Tvrđava, a uz egzistencijalističko filozofsko poimanje svijeta. U pitanju je osobna priča pripovjedača – protagoniste, čiji susret sa svijetom stvara dramatske naboje. U osnovnim komponentama izgradnje romana autor je iskazao modernu strukturu, upotrijebivši pri tome tehniku struje svijest. 
O romanu Tišine Meša Selimović kaže:
Tišine je roman u kojem se postavljaju pitanja životnog smisla, gdje je svijest protagoniste u dramatičnom sukobu sa spoljnim svijetom. Ovdje je u pitanju moralna dilema čovjeka koji je u stalnoj potrazi za svojom ljudskom suštinom. Oslobađa se unutrašnji glas protagoniste u vidu ispovijesti, a iskazuje se kroz monolog. Egzistencijalizam i relativizam su dominantne filozofije Selimovićeva djela, a u dubokim reminiscencijama protagoniste naziru se tragovi apsurda egzistencije.

## Vanjske poveznice
- Tišine